# Без драскотина
„Без драскотина“ е български игрален филм (драма) от 1989 година на режисьора Зако Хеския, по сценарий на Константин Павлов. Оператор е Красимир Костов. Музиката във филма е композирана от Кирил Дончев.

## Актьорски състав
- Георги Стайков – Фердо Петков „Фери Железният“
- Петър Попйорданов – Пантелей „Пантата“ Кушев
- Илия Георгиев – Христо „Ицето“ Панайотов
- Марина Нейолова – Клара
- Тодор Колев – Мосю Лен
- Мирослав Косев – Сашо Георгиев
- Валентин Ганев – Евгени Чонков
- Йоана Попова – Пръвка
- Иван Петрушинов – Бай Петко
- Цветана Мирчева – Ина
- Таня Шахова – Искра
- Чавдар Аличков – Борето, братът на Ицето
- Страхил Халоджов – Тодор Чонков
- Стефка Едрева – Симка
- Асения Краева – Пепа
- Александра Петрова – Сия
- Димитър Стоев – Лили
- Йордан Крайчев – Гъдивер, борецът
- Светозар Неделчев – шивача бай Пешо „Парижа“
- Димитър Димчев – Киров
- Христо Куновски – Голев
- Любомир Павлов – Радев
- Любомир Костов – Милуш
- Гинка Спасова – г-жа Раева
- Радослав Динчев – Кирил Арсов, близнака
- Красимир Динчев – Методи Арсов, близнака
- Пенко Русев – Стефанов
- Калин Арсов – Пешо, бореца
- Чавдар Гергов – Христофоров
- Румен Димитров – Рупчев

Не са в надписите:
- Димитър Димитров
- Илия Сотиров